# Juan Interián de Ayala

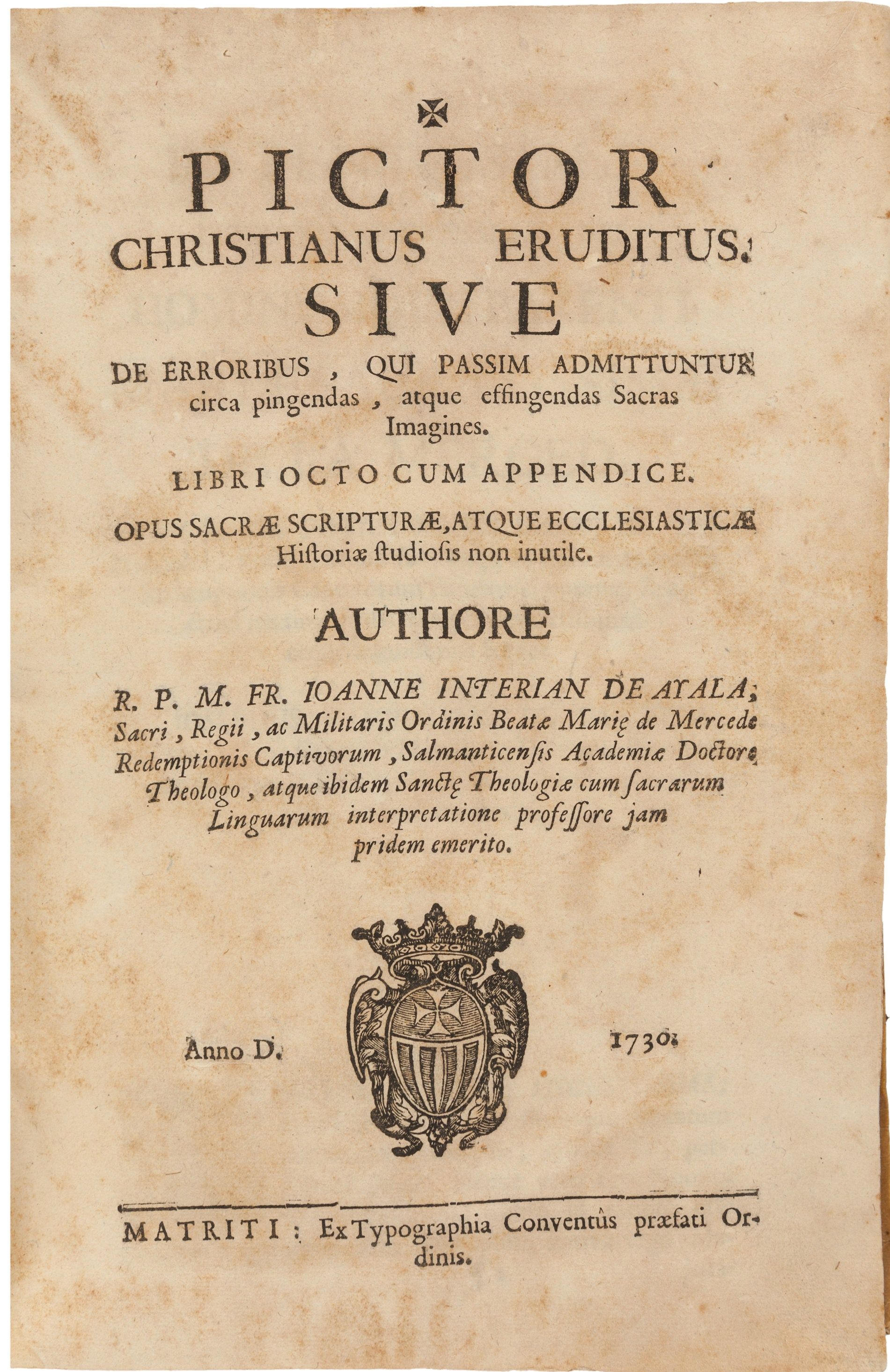
Portada de la primera edición del Pintor cristiano y erudito (Pictor Christianus Eruditus..., Matriti, ex Typographia conventus praefati ordinis, 1730)

Juan Interián de Ayala (Madrid, 1657-1730) fue un sacerdote mercedario español, escritor, tratadista de estética, teólogo, predicador y catedrático de Trilingüe en la Universidad de Salamanca.
Con quince años, siendo estudiante de Artes en el colegio de Santa Catalina de Alcalá, tomó el hábito mercedario e hizo los votos un año más tarde, en 1673. Estudió Filosofía en Salamanca, donde se le documenta matriculado entre 1677 y 1680. Entre 1683 y 1688 se dedica a la predicación a través de textos sobrios, cultos pero sin culteranismos, en los que ocasionalmente cita a autores clásicos paganos y hace alusiones a la emblemática, a las imágenes pictóricas y las metáforas visuales. De regreso a la Universidad de Salamanca se graduó en Artes y Teología y permaneció vinculado como catedrático regente de Filosofía antes de serlo en propiedad de Lenguas Sagradas, tras once años de ejercer la cátedra de Trilingüe, a los cincuenta años optó por jubilarse e imprimió un memorial en el que solicitaba a sus superiores le eximiesen de opositar a cátedras de filosofía o teología, consideradas de mayor prestigio que la cátedra que había venido ejerciendo, contra lo que protestaba, a la vez que defendía que la mejor forma de acercarse a las Sagradas Escrituras no era mediante silogismos sino por el conocimiento de las lenguas originales en que estaban redactadas. Sus sermones más destacables de esta época forman parte de las ceremonias universitarias, como las honras fúnebres de la reina Mariana de Austria (1696) o el regocijo por el nacimiento del príncipe Luis I (1707). En el curso de su carrera eclesiástica desempeñó los cargos de rector del colegio de la Vera Cruz de Salamanca, vicario provincial de su orden para Castilla, predicador de Su Majestad y teólogo de la Real Junta de la Concepción.
En 1713, convocado por Juan Manuel Fernández Pacheco, marqués de Villena, fue uno de los once fundadores de la Real Academia Española, correspondiéndole la redacción de la letra k del Diccionario de autoridades, que no llegó a ver publicada, y, dada su brevedad, se ocupó también de las equivalencias latinas de las palabras y colaboró con la redacción de las primeras letras. Sus relaciones de amistad con Manuel Martí y con Gregorio Mayans, con quienes mantuvo correspondencia epistolar y algunos encuentros en Madrid, y su defensa de la claridad en la exposición y de un estilo de predicación llano, alejado del barroquismo decadente, lo sitúan cercano al espíritu de los novatores y entre los precursores del Neoclasicismo.
Su traducción del Catéchisme historique de Claude Fleury en dos volúmenes, impresa en Madrid en 1718 (Catecismo histórico que contiene en compendio la Historia Sagrada y la doctrina cristiana) muchas veces reimpresa, incluso en la centuria siguiente, le granjeó algunos sinsabores por las sospechas de jansenismo que pesaban sobre el autor de la obra y su supuesta defensa de la lectura de los textos sagrados en lengua vulgar. Su producción poética, recopilada en su Opuscula Poetica de 1729, comprende hexámetros, líricas, elegías y epigramas que refieren a autores clásicos no solo españoles sino greco-latinos.
De su obra mayor, según la consideraba el mismo Interián, el Pintor cristiano y erudito, salió una primera edición latina impresa en su convento de Madrid en 1730: Pictor Christianus Eruditus. Sive de erroribus qui passim admittuntur circa pingendas, atque effingendas Sacras Imagines, debiendo esperar hasta 1782 la traducción castellana —de Luis Durán y Bastero—, impresa por Ibarra con el título El Pintor Christiano y erudito, o tratado de los errores que suelen cometerse frequentemente en pintar, y esculpir las imágenes sagradas. Se hizo también una traducción al italiano, impresa en 1854, y recibió elogios del papa Benedicto XIV. Su defensa del decoro, con la que sintonizó Mayans, o el papel preponderante del teólogo sobre el artista, manifestada en la misma elección del latín como medio de comunicación, no será obstáculo para que en sus orientaciones iconográficas y críticas a los errores y abusos cometidos por los artistas en las representaciones sagradas surjan novedades en relación con los anteriores tratadistas, más directamente vinculados a las orientaciones tridentinas y a criterios devocionales, a los que Interián antepondrá una concepción más historicista y erudita.